# Hounoux
Hounoux – miejscowość i gmina we Francji, w regionie Oksytania, w departamencie Aude.
Według danych na rok 1990 gminę zamieszkiwało 106 osób, a gęstość zaludnienia wynosiła 14 osób/km² (wśród 1545 gmin Langwedocji-Roussillon Hounoux plasuje się na 796. miejscu pod względem liczby ludności, natomiast pod względem powierzchni na miejscu 878.).